# Sphaerodactylus lineolatus
Sphaerodactylus lineolatus este o specie de șopârle din genul Sphaerodactylus, familia Gekkonidae, descrisă de Martin Lichtenstein și Von 1856. Conform Catalogue of Life specia Sphaerodactylus lineolatus nu are subspecii cunoscute.

## Galerie

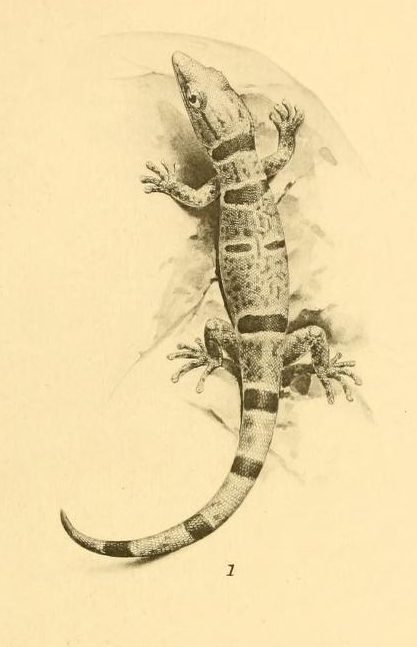
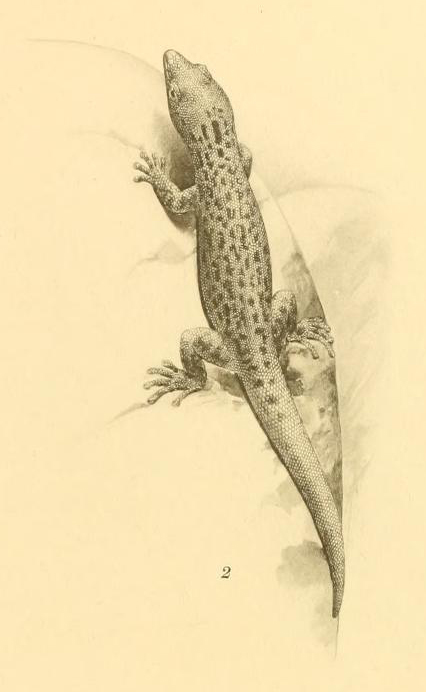
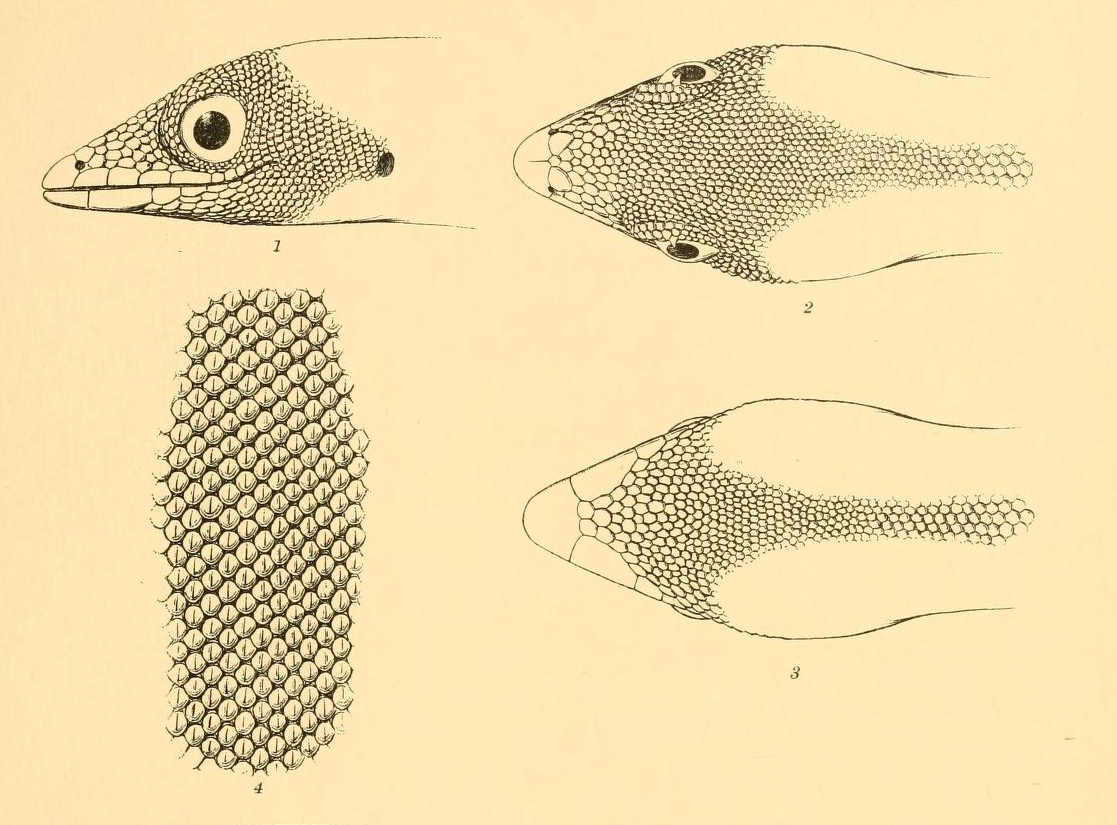